# Józef Żabiński
Józef Żabiński (ur. 1860, zm. 27 grudnia 1928) – polski szachista i kompozytor szachowy, zasłużony działacz szachowy.
W szachy zaczął grać w bardzo młodym (jak na swoje czasy) wieku, będąc w gimnazjum. Szybko osiągnął wysoki poziom, stając się w latach 80. XIX wieku czołowym szachistą w Warszawie. Zwyciężył w II Turnieju Warszawskim w roku 1884, zdobywając tytuł mistrza miasta. W roku 1890 stworzył swoje pierwsze studia szachowe, stając się pionierem w tej dziedzinie. Pod koniec XIX wieku zainicjował pierwsze w kraju konkursy kompozycji szachowej. W tym okresie zajmował się również pracą dziennikarską, prowadząc szachowe kolumny w Tygodniku Ilustrowanym oraz Kurierze Warszawskim, na łamach którego opublikował przetłumaczoną przez siebie z języka czeskiego książkę Zarys teorii zadań szachowych. Publikacja ta została później, w roku 1913, włączona po Podręcznika do nauki gry w szachy.
Był inicjatorem korespondencyjnego meczu pomiędzy drużynami Warszawy i Moskwy, który odbył się w latach 1879–1882. Również z jego inicjatywy, w roku 1899, powstało Warszawskie Towarzystwo Zwolenników Gry Szachowej, którego był prezesem do roku 1901. Po odzyskaniu niepodległości, w roku 1926, doprowadził wraz z działaczami warszawskimi, łódzkimi i śląskimi do I Zjazdu Szachistów Polskich w Warszawie, w wyniku którego powstał Polski Związek Szachowy oraz odbyły się pierwsze Mistrzostwa Polski w szachach. Ukoronowaniem jego dotychczasowych dokonań było objęcie stanowiska prezesa nowo powstałego związku, które piastował do końca życia. Zmarł nagle 27 grudnia 1928 roku.

## Życie prywatne
Był żonaty z Heleną z domu Strzeszewską. Mieli czworo dzieci: Jana (1897–1974) – zoologa, fizjologa, popularyzatora zoologii, wieloletniego dyrektora Ogrodu Zoologicznego w Warszawie, powstańca warszawskiego, Hannę (1901–1944) po mężu Petrynowską – lekarkę, bohaterkę powstania warszawskiego, Józefę (1904–1942) po mężu Zaorską i Marię Michalinę Augustę (1899–1995) po mężu Czerniewicz.